# Méharin
Méharin é uma comuna francesa na região administrativa da Nova Aquitânia, no departamento dos Pirenéus Atlânticos. Estende-se por uma área de 12,86 km². Em 2010 a comuna tinha 280 habitantes (densidade: 21,8 hab./km²).